# 1383
Évszázadok: 13. század – 14. század – 15. század
Évtizedek: 1330-as évek – 1340-es évek – 1350-es évek – 1360-as évek – 1370-es évek – 1380-as évek – 1390-es évek – 1400-as évek – 1410-es évek – 1420-as évek – 1430-as évek
Évek: 1378 – 1379 – 1380 – 1381 –  1382 – 1383 – 1384 – 1385 – 1386 – 1387 – 1388

## Események
- Garai Miklós nádor a királynékkal a Délvidékre vonul, hogy lecsillapítsa a lázadást. A vránai perjel meghódol, de távozásuk után a lázadás kiújul.
- március 1. – VI. (Vörös) Amadé savoyai gróf (VI. (Zöld) Amadé fia) trónra lép (1391-ig uralkodik).
- október 22. – Fiúutód nélkül hal meg Ferdinánd portugál király, ezzel elkezdődik az 1385-ig tartó válság időszaka az országban.

## Születések
- IV. Jenő pápa († 1447)[1]
- VIII. Amadé savoyai herceg (V. Félix ellenpápa, † 1451).

## Halálozások
- január 7. – VIII. Amadé savoyai herceg (V. Félix ellenpápa)
- március 1. – VI. (Zöld) Amadé savoyai gróf (* 1334)
- június 15. – VI. Ióannész bizánci császár (* 1292/1296)
- október 22. – I. Ferdinánd portugál király (* 1345)